# Melty world
「melty world」（メルティワールド）は、2018年11月30日に発売されたキズナアイの7作目のシングル。TeddyLoidがプロデュースを行っている。

## 概要
キズナアイにとって初めてのEDMのオリジナル楽曲であり、キズナアイの楽曲の中では最も英語が用いられている作品の一つである。キズナアイはこの曲について、今までとは違う趣があると感じていることを語っており、視聴者もそう感じるかもしれないと予告していた。プロデュースを務めたTeddyLoidも、意識的にこの曲によって今までとは違ったキズナアイの一面を出そうと思ったことを語っている。楽曲はキズナアイの視聴者から広く受け入れられ、iTunes Storeのエレクトロニックチャートで1位を獲得した。
ライブにおいては、キズナアイの多くの場合のスタイルとは異なり、明るい金髪でパフォーマンスが行われる。

## 楽曲
| #  | タイトル        | 作詞      | 作曲      | 編曲      | 時間 |
| -- | --------------- | --------- | --------- | --------- | ---- |
| 1. | 「melty world」 | Kizuna AI | TeddyLoid | TeddyLoid | 4:48 |